# NGC 4306
NGC 4306 este o galaxie lenticulară situată în constelația Fecioara. A fost descoperită în 16 aprilie 1865 de către Heinrich Louis d'Arrest. Se află la o distanță de 19,43 megaparseci de Pământ.